# Ганайско седи
Седи е официалната парична единица и разплащателно средство в Република Гана. От 1 юли 2007 г. е въведено „ново“ ганайско седи, заменило съществувалата почти двадесет години стара валута-старо седи.

## История
По време на колониалния период на територията на британската колония Златен бряг е в обращение британската лира, а през 1796 – 1818 г. са изсечени сребърни монети за Златния бряг, наречени „акки“. През 1913 г. е въведена нова валута за британските колонии, които са били част от британската Западна Африка – западноафриканската лира.
След независимостта през 1957 г. западноафриканската лира първоначално се използва в обращение в страната. Необходимостта от въвеждане на собствена валута възниква в Гана поради развитието на туристическия бизнес и притока на чуждестранни туристи в страната. През 1958 г. е въведена ганската лира, която заменя западноафриканската лира в съотношение 1:1. През 1965 г. ганският паунд е заменен от седи в съотношение 1 паунд = 2,4 седи.
На 23 февруари 1967 г. е въведен „нов седи“, заместващ седите в съотношение 1 нов седи = 1,2 стари седи. Въпреки промяната в името на паричната единица, името на паричната единица все още е обозначено върху банкнотите от новия дизайн: „Cedi, Cedis, ₵“.
На 16 февруари 1972 г. „новото седи“ е преименувано на седи. Издадени са банкнотите от нов дизайн, старите банкноти от модела 1967 – 1971 продължават да се използват в обращение до март 1973 г. През март 1979 г. банкнотите са обменени за банкноти. Размяната на суми до 5000 седи се извършва в съотношение 10:7, над 5000 седи - 2:1.
На 1 юли 2007 г. с целите за борба с последствията от инфлацията е произведена деноминация седи. Старите седи са заменени за нови в съотношение 10 000:1. До края на 2007 г. старият и новият модел са в обръщение едновременно.